# Michael Arndt
Michael Arndt er en amerikansk manusforfatter.
Arndt blev udlært fra New York University, og arbejde som manuslæser og som assistent til Matthew Broderick, før han satsede på en karriere som manusforfatter.
Hans første producerede manus, var den prisbelønnede Little Miss Sunshine (2006).
Arndt skrev manus til Toy Story 3, baseret på et udkast af Andrew Stanton.
I 2015 skrev han sammen med J.J. Abrams og Lawrence Kasdan manus til storfilmen Star Wars: The Force Awakens. 